# يوسف السادس أودو
يوسف الثامن أودو هو أحد بطاركة الكنيسة الكلدانية الكاثوليكية ولد في سنة 1790 في ألقوش، ترهبن في سنة 1814 في دير الربان هرمزد وثم أعتنق الكاثوليكية وسيم كأسقف على الموصل في سنة 1818 من قبل يوسف الخامس أغسطين هندي. بعد وفاة نيكولاس زيا تم اختياره كبطريرك على الكنيسة الكلدانية في 1848 وحصل على اعتراف البابا بيوس التاسع. في عصره دخل العديد من النساطرة في وادي صبنا والعمادية إلى الكاثوليكية وأصبحوا أتباع الكنيسة الكلدانية. وقد قام بتسييم أساقفة وشمامسة في بغداد والبصرة، لأول مرة في تاريخ كنائس المشرق بعد مذابح تيمورلنك. اختلف مع روما بسبب رفضه ترك أتباع الكنيسة الكلدانية الملبار في الهند من اتخاذ الطقس اللاتيني للكنيسة وأصر على بقاء الطقس الكلداني، وقد فكرت الفاتيكان بعزله بسبب ذلك، توفي في سنة 1878 وهو في خلاف مع الفاتيكان وخلفه إيليا الثالث عشر عبو اليونان.